# Alléskolen (Fredericia)
 For alternative betydninger, se Alléskolen. (Se også artikler, som begynder med Alléskolen)
Alléskolen er en folkeskole i Fredericia. Skolen har ca. 450 elever fra børnehaveklasse til 10. klasse. Skolen er opført i flere etaper, med den første åbning i 1971. Skoleleder er Jan Thorkild Voss.
|  | Denne artikel om en bygning eller et bygningsværk kan blive bedre, hvis der indsættes et (bedre) billede. Du kan hjælpe ved at afsøge Wikimedia Commons for et passende billede eller lægge et op på Wikimedia Commons med en af de tilladte licenser og indsætte det i artiklen. |

55°34′24.66″N 9°43′23.67″Ø / 55.5735167°N 9.7232417°Ø